# Oreogrammitis nuda
Oreogrammitis nuda är en stensöteväxtart som först beskrevs av Tag., och fick sitt nu gällande namn av Barbara S. Parris. Oreogrammitis nuda ingår i släktet Oreogrammitis och familjen Polypodiaceae. Inga underarter finns listade.